# Písečná (Jeseník)
Písečná é uma comuna checa localizada na região de Olomouc, distrito de Jeseník.